# Pleasure (альбом)
| Совокупная оценка    | Совокупная оценка |
| Источник             | Оценка            |
| -------------------- | ----------------- |
| AnyDecentMusic?      | 7.6/10            |
| Metacritic           | 80/100            |
| Оценки критиков      |                   |
| Источник             | Оценка            |
| AllMusic             | [ 3 ]             |
| The A.V. Club        | A−                |
| Entertainment Weekly | B+                |
| The Irish Times      | [ 6 ]             |
| Mojo                 | [ 7 ]             |
| The Observer         | [ 8 ]             |
| Pitchfork            | 7.7/10            |
| Q                    | [ 10 ]            |
| Rolling Stone        | [ 11 ]            |
| Uncut                | 9/10              |

Pleasure (с англ. — «Наслаждение») — пятый студийный альбом канадской певицы и автора-исполнителя Файст, изданный 23 апреля 2017 года в США и Канаде на лейбле Universal Music Canada.
Тематически альбом исследует «эмоциональные границы… одиночество, частный ритуал, секреты, стыд, растущее давление, отстранённость, нежность, отказ, заботу и её отсутствие». Все песни на альбоме — это фактически необработанные дубли, как объяснила Файст в своём Твиттере: «Нашим желанием было записать это состояние без лукавства и ухищрений и закрепить песни убежденностью и нашими прямыми человеческими телами».

## История
Альбом получил положительные отзывы музыкальной критики и интернет-изданий. Он получил 80 из 100 баллов на интернет-агрегаторе Metacritic.
Бекки Бемроуз из считает, что Файст сделала своё самое смелое заявление, записав свой альбом о сексе и смерти: «Это беспорядочный, запутанный, захватывающий и, конечно же, полный удовольствия альбом». Джиллиан Мейпс из Pitchfork написал, что на пятом альбоме Лесли Файст «искры рок-н-ролла уравновешиваются кипящим самоанализом в коллекции терпеливых, пышно аранжированных песен». Во многих песнях используется игра слов, связанная с природой, как средство оценки отношений и изменения мышления.
Джон Долан Эиз Rolling Stone отметил, что «Эти песни строятся медленно, по мере того как они наращивают инструментальные мышцы на скелетной форме, приходя к чему-то одновременно страшному и прекрасному» и продолжил «Музыкальная палитра широка и тонка: её голос сонно скользит над блюзовой гитарой с западноафриканским оттенком и прохладно бухающей перкуссией в „Get Not High, Get Not Low“ и остается ближе к земле в „Lost Dreams“, где инструментарий напоминает далекий свисток поезда. Повествовательная игра теней и маняще-загадочная подача, которые всегда были её отличительными чертами, определяют этот сет».
Некоторые обозреватели назвали альбом самым сырым из всех, что Файст когда-либо создавала, даже по сравнению с её дебютом 1999 года, выпущенным самостоятельно. Но в то же время отметили, что Pleasure работает так хорошо, потому что — «подобно Курту Кобейну, Тому Йорку и Канье Уэсту — Лесли Фейст не может не писать поп-песни, даже когда она создает искусство, которое является более отчуждённым. Под минимальными аранжировками, экспериментальными структурами песен и более грубой, более свободной подачей пения и игры на гитаре Файст всегда скрывается поп-песня». Канадский онлайновый журнал Exclaim назвал Pleasure второй лучшей пластинкой 2017 года и отметил: «Интимность поиска удовольствий Лесли Файст на пятом альбоме просто завораживает… [там] есть Файст: открытая, стремящаяся и такая же сияющая, как розовые цветы на обложке её альбома».

### Итоговые списки
| Публикация       | Список                           | Ранг | Ссылка |
| ---------------- | -------------------------------- | ---- | ------ |
| BrooklynVegan    | Top 50 Albums of 2017            | 8    | [ 15 ] |
| Drowned in Sound | Favourite Albums of 2017         | 7    | [ 17 ] |
| Exclaim          | Top 20 Pop & Rock Albums of 2017 | 2    | [ 16 ] |
| Noisey           | The 100 Best Albums of 2017      | 65   | [ 18 ] |
| The Ringer       | The Best Albums of 2017          | 10   | [ 19 ] |
| The Skinny       | Top 50 Albums of 2017            | 27   | [ 20 ] |
| Spin             | 50 Best Albums of 2017           | 42   | [ 21 ] |
| Stereogum        | 50 Best Albums of 2017           | 40   | [ 22 ] |
| Uncut            | Albums of the Year 2017          | 74   | [ 23 ] |
| Under the Radar  | Top 100 Albums of 2017           | 30   | [ 24 ] |
| Uproxx           | 50 Best Albums of 2017           | 26   | [ 25 ] |

## Список композиций
| №                   | Название                              | Автор(ы)                           | Длительность |
| ------------------- | ------------------------------------- | ---------------------------------- | ------------ |
| 1.                  | «Pleasure»                            | Лесли Файст Dominic Salole         | 4:45         |
| 2.                  | «I Wish I Didn't Miss You»            | Файст                              | 4:18         |
| 3.                  | «Get Not High, Get Not Low»           | Файст                              | 4:57         |
| 4.                  | «Lost Dreams»                         | Файст                              | 5:18         |
| 5.                  | «Any Party»                           | Файст Salole                       | 5:22         |
| 6.                  | «A Man Is Not His Song»               | Файст                              | 4:41         |
| 7.                  | «The Wind»                            | Файст                              | 4:35         |
| 8.                  | «Century» (при участии Jarvis Cocker) | Файст Jarvis Cocker Brian LeBarton | 5:53         |
| 9.                  | «Baby Be Simple»                      | Файст Salole                       | 6:21         |
| 10.                 | «I'm Not Running Away»                | Файст Salole                       | 3:24         |
| 11.                 | «Young Up»                            | Файст Salole                       | 3:54         |
| Общая длительность: | Общая длительность:                   | Общая длительность:                | 53:28        |